# Hugo (pel·lícula)
Hugo és una pel·lícula estatunidenca de 2012 de Martin Scorsese. És l'adaptació de la novel·la il·lustrada per a nens del mateix nom de Brian Selznick, publicada als Estats Units d'Amèrica el 2007. La pel·lícula va sortir en 3D. S'ha subtitulat al català.

## Argument
L'acció passa a París, cap a l'any 1931. Hugo Cabret és un nen de 12 anys que viu amb el seu pare, un home vidu, dedicat i afectuós, mestre rellotger a París, el 1931. El seu pare (Jude Law), porta Hugo al cinema, i adora les pel·lícules de Georges Méliès, el millor cineasta del seu temps. El pare d'Hugo mor en un incendi produït en el museu on treballa i queda sota la tutela del seu oncle, un rellotger alcohòlic responsable del manteniment dels rellotges a l'estació de tren de Montparnasse a París. El seu oncle li ensenya com ocupar-se dels rellotges, però un dia desapareix.
Hugo viu entre les parets de l'estació, ajustant els rellotges, robant aliments i treballant en el projecte més ambiciós del seu pare: la reparació d'un autòmat espatllat, un home mecànic suposadament capaç d'escriure amb una ploma estilogràfica. Hugo roba peces mecàniques a una botiga de joguines de l'estació amb la intenció de reparar l'autòmat, però un dia és capturat pel seu propietari, que confisca a Hugo un petit quadern, heretat del seu pare, que conté dibuixos i estudis del seu pare dur a terme la reparació.
Per recuperar el seu quadern, Hugo segueix al jogueter fins a casa on coneix a Isabelle, una nena un xic més gran que resulta ser la fillola de Méliès. La nena convenç a Hugo que torni a casa i promet ajudar-lo a recuperar el seu quadern. L'endemà, Méliès lliura a Hugo un munt de cendres afirmant que es tracta de les restes del seu quadern, però Isabelle l'informa que el petit diari no ha estat cremat. Finalment, Méliès es compromet a tornar el quadern a Hugo si aquest l'hi guanya treballant a la botiga de joguines, en compensació per totes les peces que havia robat.
Hugo treballa a la botiga de joguines, i en el seu temps lliure aconsegueix reparar l'autòmat, però li falta una peça, una clau en forma de cor.
Hugo li descobreix el cinema a Isabelle, cosa que el seu padrí mai li havia permès experimentar, tot colant-se en una pel·lícula de cinema mut de Harold Lloyd. Inicialment, Hugo no confia en Isabelle i intenta deslliurar-se'n, però resulta que té en la seva possessió la clau per l'autòmat. Quan els nens utilitzen la clau per activar l'home de corda, aquest reprodueix l'escena d'una pel·lícula. Hugo recorda que és un film del qual el seu pare parlava constantment, recorda que va dir haver estat la seva primera pel·lícula Le Voyage dans la Lune. Els joves també descobreixen com el dibuix de l'autòmat està signat amb el nom del padrí d'Isabelle: Georges Méliès.
A la casa dels Méliès, Hugo mostra el dibuix a Jeanne, la dona de Georges, però la dona no revela res als nens i els obliga a amagar-se en una habitació quan el seu marit arriba a casa. Mentre hi ha els nens amagats, Isabelle i Hugo descobreixen un compartiment secret i accidentalment s'escampen vells dibuixos i fotografies dels treballs de Georges, quan els padrins d'Isabelle entren a l'habitació. El vell Georges se sent traït i deprimit.
Hugo es fa amic de l'amo d'una llibreria que li havia mostrat Isabelle a l'estació. El propietari de la llibreria presta la seva ajuda als nens en la seva recerca d'un llibre sobre història cinematogràfica. Després trobar el llibre, queden molt sorpresos en comprovar que l'autor, Rene Tabard, afirma que Georges Méliès va morir a la Primera Guerra Mundial. Mentre intenten comprendre la raó de tan gran error, Monsieur Tabard apareix en persona i els nens expliquen a l'home que Méliès encara viu. Tabard revela ser un gran admirador dels treballs de Méliès, i fins i tot té una còpia de Le Voyage dans la Lune.
Més tard, Hugo i Tabard, amb ajuda d'Isabelle, es dirigeixen a casa de Méliès amb la intenció d'ajudar el vell cineasta. Al principi, no són ben rebuts per Jeanne, que demana als seus inesperats convidats que marxin abans que el seu marit desperti. Quan Tabard reconeixeu-hi una de les actrius més recurrents en l'obra de Georges, Jeanne accepta la seva oferta de mostrar la cinta de Le Voyage dans la Lune. Mentre s'entreveuen la pel·lícula, Georges apareix sobtadament despertat pel so del projector i explica com va arribar a ser cineasta, a crear pel·lícules; explica com va inventar els efectes especials i com va perdre la fe en el cinema després de l'esclat de la Primera Guerra Mundial, veient- forçat a vendre els seus treballs per aconseguir una mica de diners, i de com va obrir la botiga de joguines per poder sobreviure. També pensa que l'autòmat, una de les seves creacions estrella, va ser destruït en l'incendi produït al museu, i que res queda dels treballs de la seva vida.
Hugo decideix tornar a l'estació per tornar l'autòmat al seu amo original. En arribar, és arraconat per l'inspector de l'estació i el seu gos. El nen aconsegueix escapar i corre al més alt de l'estació, on es troba la torre del rellotge principal. Hugo s'amaga pujant a les agulles del rellotge. Un cop burlat l'inspector, Hugo fuig a buscar l'autòmat per fugir amb ell de tornada a casa d'Isabelle i els seus padrins, però és capturat per l'inspector i l'autòmat cau a les vies del tren. Hugo intenta salvar l'home mecànic llançant a les vies, tot i la imminent proximitat d'una locomotora. Tot indica un desenllaç tràgic, però l'inspector salva el nen i l'autòmat i procedeix a la seva detenció. Hugo discuteix amb l'oficial i sembla Georges, que reclama el nen al·legant que es troba sota la seva tutela.
Finalment, Georges realitza una esplèndida gala commemorativa pel seu treball i Tabard anuncia que han pogut rescatar i restaurar unes 80 pel·lícules del director. Georges agraeix a Hugo les seves accions, i després convida als assistents a "perseguir els seus somnis".

## Utilització del 3D
Hugo fou la primera pel·lícula en què Martin Scorsese va fer servir el 3D. La diferència amb altres directors, però, és que la pel·lícula va ser pensada per a 3D, mentre que d'altres passen els seus films a tres dimensions una vegada les han acabades. Segons ell: “Vaig trobar el 3D realment interessant, perquè els actors es varen mostrar molt més involucrats emocionalment. Els menors moviments, les menors intencions, es recollien d'una manera molt més precisa”.Així, experimentà al màxim tots el recursos del 3D, fent que les situacions, els plans i les accions perfectament coreografiades s'adeqüessin a aquestes dimensions.
El fet que l'argument del film conti com van ser els inicis de Georges Méliès i el cinema primitiu, té relació amb la introducció del 3D en la mateixa pel·lícula: principalment, hi ha certa equivalència amb un dels primers films dels Germans Lumière, “L'arrivée d'un train en gare de La Ciotat”, on la gent visualitzà una projecció d'un tren en moviment, imatge que provocà que molts s'aixequessin amb por i amb la sensació que el tren anava cap a ells. Aquest fet va succeir a partir del realisme de les imatges, igual que passa la primera vegada que es visualitza una pel·lícula en 3D. Es podria dir que Hugo fou un homenatge al cine per part del cineasta. Com va dir el propi Scorsese: “Les tres dimensions han de servir per un propòsit dramàtic, no tan sols per impressionar el públic”.

## Repartiment
- Chloe Moretz: Isabelle
- Jude Law: pare d'Hugo
- Sacha Baron Cohen: L'inspector de l'estació
- Ben Kingsley: Georges Méliès
- Emily Mortimer: Lisette
- Christopher Lee: Senyor Labisse
- Ray Winstone: Claude Cabret
- Helen Mccrory: Mama Jeanne
- Asa Butterfield: Hugo Cabret
- Richard Griffiths: Senyor Frick
- Frances de la Tour: Senyora Emilie
- Michael Stuhlbarg: René Tabard
- Angus Barnett: l'empresari del teatre
- Ben Addis: Salvador Dalí
- Shaun Aylward: un nen del carrer

## Llocs de rodatge
- Londres[9]
- Studios de Shepperton al comtat de Surrey
- París: Universitat de La Sorbona[10]

## Premis i nominacions

### Premis
- 2012. Oscar a la millor fotografia per Robert Richardson
- 2012. Oscar a la millor direcció artística per Dante Ferretti i Francesca Lo Schiavo
- 2012. Oscar a la millor edició de so per Philip Stockton i Eugene Gearty
- 2012. Oscar al millor so per Tom Fleischman i John Midgley
- 2012. Oscar als millors efectes visuals per Robert Legato, Joss Williams, Ben Grossmann i Alex Henning
- 2012. Globus d'Or al millor director per Martin Scorsese
- 2012. BAFTA al millor disseny de producció per Francesca Lo Schiavo i Dante Ferretti
- 2012. BAFTA al millor so per Philip Stockton, Tom Fleischman, Eugene Gearty i John Midgley

### Nominacions
- 2012. Oscar a la millor pel·lícula
- 2012. Oscar al millor director per Martin Scorsese
- 2012. Oscar al millor guió adaptat per John Logan
- 2012. Oscar al millor muntatge per Thelma Schoonmaker
- 2012. Oscar al millor vestuari per Sandy Powell
- 2012. Oscar a la millor banda sonora per Howard Shore
- 2012. Globus d'Or a la millor pel·lícula dramàtica
- 2012. Globus d'Or a la millor banda sonora per Howard Shore
- 2012. BAFTA al millor director per Martin Scorsese
- 2012. BAFTA a la millor fotografia per Robert Richardson
- 2012. BAFTA a la millor música per Howard Shore
- 2012. BAFTA al millor muntatge per Thelma Schoonmaker
- 2012. BAFTA al millor vestuari per Sandy Powell
- 2012. BAFTA al millor maquillatge i perruqueria per Morag Ross i Jan Archibald
- 2012. BAFTA als millors efectes visuals per Robert Legato, Joss Williams, Ben Grossmann i Alex Henning